# Bussteig

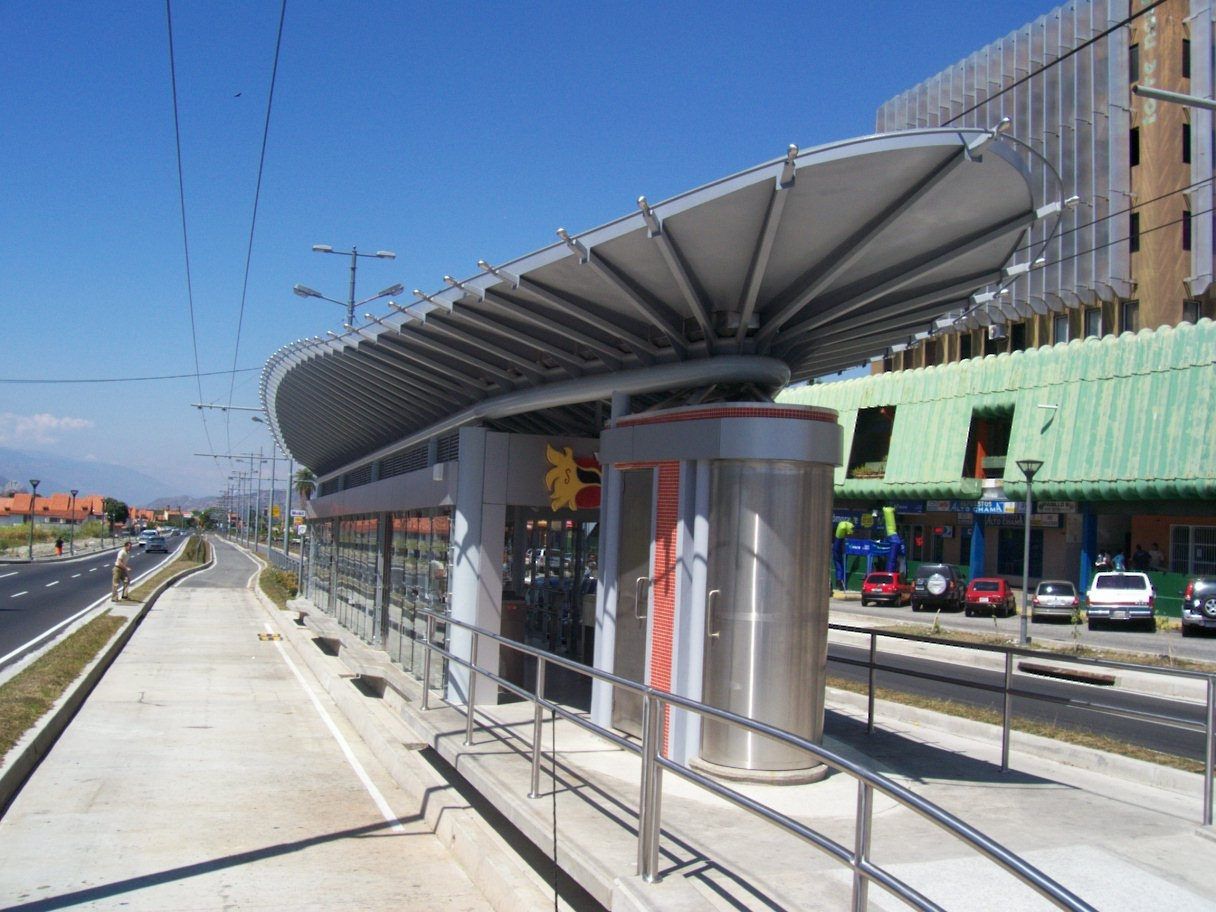
Bussteig beim Oberleitungsbus in Mérida

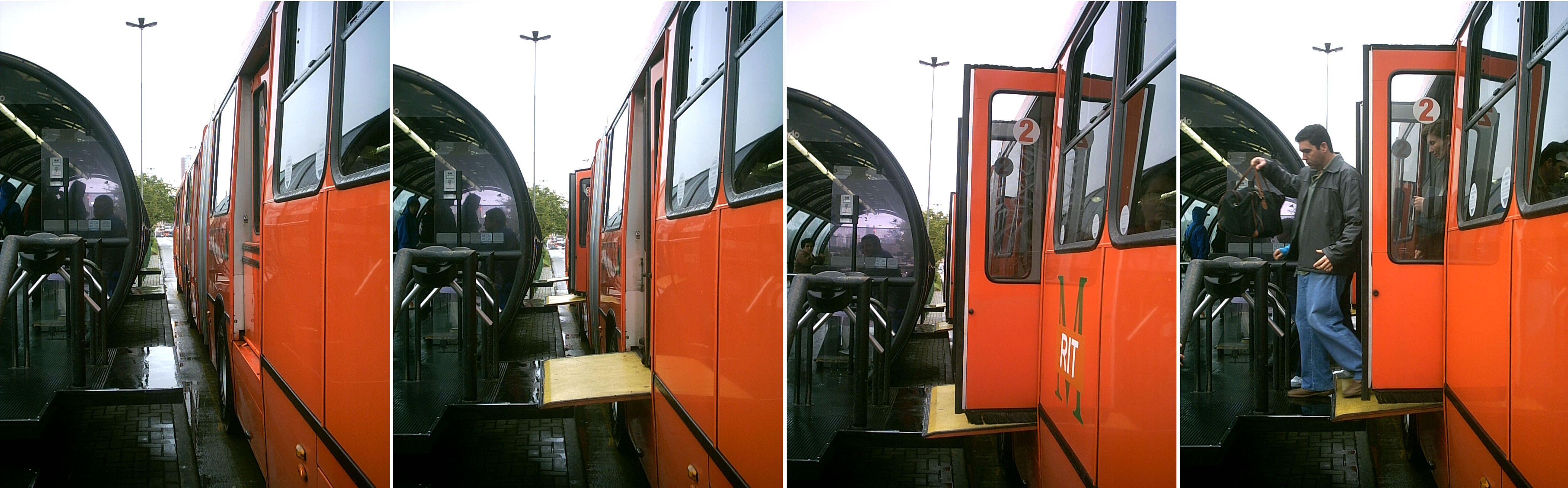
„Andocken“ eines Busses an einem Bussteig

Ein Bussteig, auch Buskante, Haltekante, Kante oder in Österreich Busleiste beziehungsweise in der Schweiz Busperron genannt, ist eine bauliche Einrichtung ähnlich einem Bahnsteig, die jedoch nicht dem Ein- und Ausstieg in Schienenfahrzeuge, sondern in Omnibusse oder Oberleitungsbusse dient. In größeren Busbahnhöfen befinden sich oft zahlreiche durchnummerierte Bussteige. Es gibt Bussteige, die auch gleichzeitig als Bahnsteige fungieren; sie bilden einen Typ von Kombibahnsteigen.
Technisch anspruchsvoll ausgestattete Bussteige finden sich im BRT-System in Curitiba (Brasilien): die dort existierenden Haltestellenröhren sind durchgängig mit Bussteigen ausgestattet, welche ein ebenerdiges Ein- und Aussteigen ohne Stufen ermöglichen und immer mit Personal besetzt sind. So kann der zeitaufwändige Fahrkartenverkauf und die Fahrscheinkontrolle bereits am Eingang zur Röhre durchgeführt werden und das Fahrzeug kommt mit sehr kurzen Haltezeiten für den Fahrgastwechsel aus.